# Praia da Saudade (São Francisco do Sul)

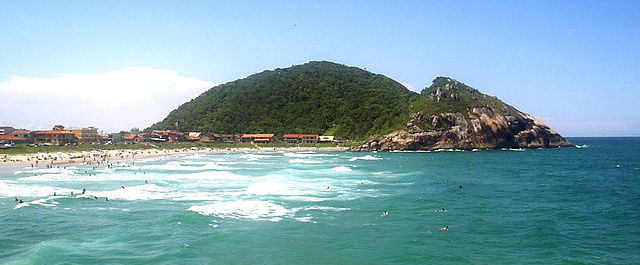
Praia da Saudade.

A Praia da Saudade, popularmente conhecida como Prainha, é uma praia localizada na cidade de São Francisco do Sul, no estado brasileiro de Santa Catarina. É considerada como a principal área de campeonatos de surfe no município, além de agregar os principais estabelecimentos da vida noturna na cidade.